# Centris fulva
Centris fulva är en biart som beskrevs av Heinrich Friese 1924. Centris fulva ingår i släktet Centris och familjen långtungebin. Inga underarter finns listade.